# 上田ラジオ中継局
上田ラジオ中継局（うえだらじおちゅうけいきょく）は、長野県上田市にあるAMラジオの中継局である。

## 概要
- 当中継局には、在長放送局のラジオの中継局が置かれ、上田地域の広範囲に電波を発射している。

## 送信施設概要
| 放送局名         | コールサイン | 周波数  | 空中線電力 | 受信可能範囲                                                                                            | 所在地                                                |
| SBC信越放送      | JOSL         | 1062kHz | 100W       | 上田市の一部(旧上田市を中心とした地域)、坂城町、東御市、 千曲市(旧戸倉町、上山田町域)、小諸市の一部地域 | 長野県上田市古里1578-7                                |
| NHK長野ラジオ第1 | （なし）     | 1341kHz | 100W       | 上田市の一部(旧上田市を中心とした地域)、坂城町、東御市、 千曲市(旧戸倉町、上山田町域)、小諸市の一部地域 | 長野県上田市古里2256-1 (上田市浄水管理センター敷地内) |
| NHK長野ラジオ第2 | （なし）     | 1602kHz | 100W       | 上田市の一部(旧上田市を中心とした地域)、坂城町、東御市、 千曲市(旧戸倉町、上山田町域)、小諸市の一部地域 | 長野県上田市古里2256-1 (上田市浄水管理センター敷地内) |